# مجلس الوزراء الألماني
مجلس الوزراء الاتحادي أو الحكومة الاتحادية الألمانية (بالألمانية: Bundeskabinett أو Bundesregierung) هو الهيئة التنفيذية لجمهورية ألمانيا الاتحادية. ويتألف من المستشار ووزراء الحكومة. أساسيات تنظيم مجلس الوزراء كذلك طريقة الانتخاب والتعيين وكذلك إجراءات الطرد منصوص عليها في المادتين 62 و 69 من Grundgesetz (القانون الأساسي).
على النقيض من النظام في جمهورية فايمار، قد يتحرك البوندستاغ لتصويت حجب الثقة (عن طريق انتخاب مستشار جديد إذا كان قد طرح الثقة عن المستشار شاغل المنصب) ويمكن أيضا أن يختار فقط إقالة الحكومة كلها وليس بعض الوزراء. وضعت هذه الإجراءات والآليات من قبل مؤلفي القانون الأساسي لمنع قيام دكتاتورية آخرى، وضمان أنه لن يكون هناك فراغ سياسي عن طريق إزالة المستشار من خلال التصويت على الثقة والفشل في انتخاب واحد جديد في مكانه، كما حدث خلال فترة جمهورية فايمار مع الرايخستاغ، حيث كانوا يزيلون المستشارون لكنهم يفشلون في الاتفاق على انتخاب واحد جديد. هناك فترة سماح في الفترات الفاصلة بين إقالة المستشار من قبل البوندستاغ وحتى يمكن للبوندستاغ من انتخاب المستشار الجديد، وذلك للسماح للحكومة الاتحادية، إن أرادت ذلك، إسداء المشورة إلى الرئيس الاتحادي لحل البوندستاغ بحيث يمكن إجراء الانتخابات.

## الترشيح
يُنتخب المستشار من قبل البرلمان الاتحادي (Bundestag) بعد أن يقترحه الرئيس. في أعقاب الانتخابات، يتم تعيين المستشار من قبل رئيس الجمهورية. يُعين (ورفض) الوزراء من قبل الرئيس بناء على اقتراح من المستشار. في نهاية المطاف، قبل توليه منصبه، المستشار والوزراء يقسمون اليمين أمام البرلمان.

## آلية العمل
يتمتع المستشار بسلطة إصدار المبادئ التوجيهية داخل الحكومة (مبدأ عمل المستشار)، مما يعني أنه يحدد المبادئ الأساسية للسياسة وهو مسؤول أيضًا عنها. يدير الوزراء مجالات مسؤولياتهم بشكل مستقل في إطار المبادئ التوجيهية للمستشار (مبدأ عمل الإدارات). يحدد المستشار حجم ومدى نطاق مسؤولياتهم. إذا اختلف وزيران على أمر ما، فإن الحكومة تقرر بأغلبية الأصوات (مبدأ عمل الجماعة أو الزمالة).
المستشار مسؤول عن الشؤون الإدارية للحكومة، والتي عادة ما تسند إلى رئيس المستشارية. التفاصيل منصوص عليها في قواعد الحكومة للإجراءات الداخلية (Geschäftsordnung). يكون مجلس الوزراء مكتمل مكتمل النصاب إذا كان ما لا يقل عن نصف الوزراء بما في ذلك المستشار موجودون. يجتمع المجلس عادة كل يوم أربعاء في الساعة 9:30 صباحاً في المستشارية الاتحادية، وسيلة النشر الرسمية هي الصحيفة الوزارية المشتركة (Gemeinsame Ministerialblatt).
وفقا للممارسة المتبعة، تتخذ القرارات الهامة بشأن صادرات الأسلحة من قبل مجلس الأمن الاتحادي (Bundessicherheitsrat)، وهو لجنة وزارية برئاسة المستشار. عملا بنظامها الداخلي، تكون جلساتها سرية. وفقا للممارسة تعرض الحكومة الاتحادية تقريرا سنويا عن صادرات الأسلحة، الذي يحتوي على معلومات إحصائية عن تصاريح التصدير الصادرة ويعطي أرقاما عن أنواع الأسلحة المعنية، فضلا عن وجهتها. كقاعدة عامة، الحكومة الاتحادية، إذا طلب منها ذلك، يتوجب عليها إبلاغ البرلمان بأن مجلس الأمن الاتحادي وافق على صفقة تصدير أسلحة معينة أو لا.
وفقًا للقانون الوزاري الاتحادي يحق لأي عضو في الحكومة الاتحادية استقال الحصول على معاش تقاعدي "إذا كان عضوًا في الحكومة الاتحادية لمدة أربع سنوات على الأقل؛ يؤخذ في الاعتبار الوقت الذي يقضيه في منصب وزير الدولة البرلماني لدى عضو في الحكومة الاتحادية، وكذلك "عضوية سابقة في حكومة ولاية لا يُقر قانونها أي استحقاق إعاشة".
موظفو الخدمة المدنية وأمناء الدولة البرلمانيون ووزراء الدولة ليسوا أعضاء رسميون في الحكومة الاتحادية، لكنهم يدعمونها في مهامها. الأمر نفسه ينطبق على المفوضين الاتحاديين.

## التشكيل الوزاري الحالي
تتولى الحكومة الفيدرالية مهامها منذ 8 ديسمبر 2021. وتتألف حاليًا من الوزراء التالية أسماؤهم:
| الترتيب | المنصب                                                 | الصورة | شاغل المنصب           | الحزب                      | الحزب | في المنصب منذ |
| ------- | ------------------------------------------------------ | ------ | --------------------- | -------------------------- | ----- | ------------- |
| –       | المستشار                                               |        | أولاف شولتس           | الحزب الديمقراطي الاجتماعي |       | 8 ديسمبر 2021 |
| 1       | نائب المستشار الاقتصاد وحماية المناخ                   |        | روبيرت هابك           | الخضر                      |       | 8 ديسمبر 2021 |
| 2       | المالية                                                |        | كريستيان ليندنر       | الحزب الديمقراطي الحر      |       | 8 ديسمبر 2021 |
| 3       | الداخلية                                               |        | نانسي فيزر            | الحزب الديمقراطي الاجتماعي |       | 8 ديسمبر 2021 |
| 4       | الخارجية                                               |        | أنالينا بيربوك        | الخضر                      |       | 8 ديسمبر 2021 |
| 5       | العدل                                                  |        | ماركو بوشمان          | الحزب الديمقراطي الحر      |       | 8 ديسمبر 2021 |
| 6       | العمل والشؤون الاجتماعية                               |        | هوبرتوس هايل          | الحزب الديمقراطي الاجتماعي |       | 14 مارس 2018  |
| 7       | الدفاع                                                 |        | بوريس بيستوريوس       | الحزب الديمقراطي الاجتماعي |       | 19 يناير 2023 |
| 8       | الغذاء والزراعة                                        |        | جيم أوزديمير          | الخضر                      |       | 8 ديسمبر 2021 |
| 9       | الأسرة وكبارالسن والنساء والشباب                       |        | ليزا باوس             | الخضر                      |       | 25 أبريل 2022 |
| 10      | الصحة                                                  |        | كارل لاوترباخ         | الحزب الديمقراطي الاجتماعي |       | 8 ديسمبر 2021 |
| 11      | الشؤون الرقمية والنقل                                  |        | فولكر فيسينغ          | الحزب الديمقراطي الحر      |       | 8 ديسمبر 2021 |
| 12      | البيئة وحماية الطبيعة والسلامة النووية وحماية المستهلك |        | شتيفي ليمكه           | الخضر                      |       | 8 ديسمبر 2021 |
| 13      | التعليم والبحث                                         |        | بيتينا شتارك فاتسينغر | الحزب الديمقراطي الحر      |       | 8 ديسمبر 2021 |
| 14      | التعاون الاقتصادي والتنمية                             |        | سفينيا شولتسه         | الحزب الديمقراطي الاجتماعي |       | 8 ديسمبر 2021 |
| 15      | الإسكان والتنمية العمرانية والتعمير                    |        | كلارا غايفيتس         | الحزب الديمقراطي الاجتماعي |       | 8 ديسمبر 2021 |
| –       | الوزير الاتحادي للشؤون الخاصة & مدير المستشارية        |        | فولفغانغ شميدت        | الحزب الديمقراطي الاجتماعي |       | 8 ديسمبر 2021 |

## ترتيب التمثيل والإنابة
تنظم المادة 22 من النظام الداخلي للحكومة الاتحادية ترتيب التمثيل والإنابة في اجتماعات الحكومة.
في غياب المستشار يتولى نائبه رئاسة الحكومة. في حال استحالة ذلك فإن الوزير صاحب أطول فترة عضوية بدون انقطاع في الحكومة الاتحادية يتولى الرئاسة. في حال استلام أكثر من وزير لمناصبهم في نفس التاريخ فإن الأكبر سنًا يتولى الرئاسة. لا تُطبق هذه اللوائح إذا حدد المستشار ترتيبا مختلفا، باستثناء كريستيان ليندنر الذي يتولى الرئاسة في غياب المستشار ونائبه، لا توجد لوائح خاصة أخرى معروفة في الوقت الحالي.
| الترتيب | الاسم                 | الحزب | استلام المنصب                                                          | تاريخ الميلاد  | المنصب                                                       |
| ------- | --------------------- | ----- | ---------------------------------------------------------------------- | -------------- | ------------------------------------------------------------ |
| -       | أولاف شولتس           | SPD   | وزير في الحكومة الاتحادية 14 مارس 2018 في منصب المستشار 8 ديسمبر 2021  | 14 يونيو 1958  | المستشار                                                     |
| 1       | روبيرت هابك           | الخضر | 8 ديسمبر 2021                                                          | 2 سبتمبر 1969  | نائب المستشار، وزير الاقتصاد وحماية المناخ                   |
| 2       | كريستيان ليندنر       | FDP   | 8 ديسمبر 2021                                                          | 7 يناير 1979   | وزير المالية                                                 |
| 3       | سفينيا شولتسه         | SPD   | وزيرة في الحكومة الاتحادية 14 مارس 2018 في المنصب الحالي 8 ديسمبر 2021 | 29 سبتمبر 1968 | وزيرة التعاون الاقتصادي والتنمية                             |
| 4       | هوبرتوس هايل          | SPD   | 14 مارس 2018                                                           | 3 نوفمبر 1972  | وزير العمل والشؤون الاجتماعية                                |
| 5       | كارل لاوترباخ         | SPD   | 8 ديسمبر 2021                                                          | 21 فبراير 1963 | وزير الصحة                                                   |
| 6       | جيم أوزديمير          | الخضر | 8 ديسمبر 2021                                                          | 21 ديسمبر 1965 | وزير الغذاء والزراعة                                         |
| 7       | شتيفي ليمكه           | الخضر | 8 ديسمبر 2021                                                          | 19 يناير 1968  | وزيرة البيئة وحماية الطبيعة والسلامة النووية وحماية المستهلك |
| 8       | بيتينا شتارك فاتسينغر | FDP   | 8 ديسمبر 2021                                                          | 12 مايو 1968   | وزيرة التعليم والبحث                                         |
| 9       | فولكر فيسينغ          | FDP   | 8 ديسمبر 2021                                                          | 22 أبريل 1970  | وزير النقل والشؤون الرقمية                                   |
| 10      | نانسي فيزر            | SPD   | 8 ديسمبر 2021                                                          | 13 يوليو 1970  | وزيرة الداخلية                                               |
| 11      | فولفغانغ شميدت        | SPD   | 8 ديسمبر 2021                                                          | 23 سبتمبر 1970 | وزير الشؤون الخاصة                                           |
| 12      | كلارا غايفيتس         | SPD   | 8 ديسمبر 2021                                                          | 18 فبراير 1976 | وزير الإسكان والتنمية العمرانية والتعمير                     |
| 13      | ماركو بوشمان          | FDP   | 8 ديسمبر 2021                                                          | 1 أغسطس 1977   | وزير العدل                                                   |
| 14      | أنالينا بيربوك        | الخضر | 8 ديسمبر 2021                                                          | 15 ديسمبر 1980 | وزيرة الخارجية                                               |
| 15      | ليزا باوس             | الخضر | 25 أبريل 2022                                                          | 19 سبتمبر 1968 | وزيرة الأسرة وكبارالسن والنساء والشباب                       |
| 16      | بوريس بيستوريوس       | SPD   | 19 يناير 2023                                                          | 14 مارس 1960   | وزيرة الدفاع                                                 |

## وصلات خارجية
- موقع مجلس الوزراء الألماني (بالألمانية)

- موقع مجلس الوزراء الألماني (بالإنجليزية)